# ماركغرونينغن
ماركغرونينغن (بالألمانية: Markgröningen) هي مدينة وبلدة ألمانية تقع في ألمانيا في لودفيغسبورغ. يقدر عدد سكانها بـ 14,483 نسمة .

## المدن التوأمة
مدينة Saint-Martin-de-Crau هي مدينة توأمة لـماركغرونينغن.